# Стершель, Франсуа
Франсуа Стершель (фр.  François Sterchele ; 14 марта 1982[…], Льеж, Валлония — 8 мая 2008, Беверен, Фламандский регион) — бельгийский футболист.

## Биография
Франсуа Стершель начал свою футбольную карьеру в «Лонкине», маленькой команде бельгийской региональной лиге в провинции Льеж. В возрасте десяти лет Франсуа отправился в Льеж, где играл в течение десяти лет прежде, чем перейти в «Юнион Ла-Каламин».
После трёх сезонов проведённых в «Юнион Ла-Каламин», Франсуа подписал контракт с «Ауд-Хеверле Лёвен», командой третьего бельгийского дивизиона, где он забил 21 гол в течение сезона 2004/05, став лучшим бомбардиром. В последующих решающих играх Стершель забил ещё восемь мячей и помог команде перейти во второй дивизион.
После этого на него обратил внимание тренер «Шарлеруа» Джекки Матейсен. Перейдя в «Шарлеруа», Стершель стал одним из лучших игроков Бельгии. Отыграв один год и став лучшим бомбардиром сезона 2006/07, Франсуа перешёл в «Жерминаль Беерсхот». 19 июля 2007 года Стершель вернулся к своему бывшему тренеру, но на это раз в другой клуб — «Брюгге». В своём дебютном матче он забил два мяча в ворота «Монса».
В составе сборной Бельгии Стершель дебютировал 24 марта 2007 года в матче против сборной Португалии, который завершился со счётом 0:4 в пользу португальцев.

## Смерть
Рано утром 8 мая 2008 года Стершель погиб в аварии, врезавшись в дерево на своём автомобиле «Порше».
7 мая Франсуа посещал своих друзей в Антверпене и, как предполагается, встретился с Юргеном Кавенсом и Винченцо Верхувеном. На пути домой, приблизительно около 3 часов ночи, Стершель двигался по трассе № 49 между Антверпеном и Кнокке. По неизвестным причинам Стершель, сделав внезапное движение направо, съехал в канаву. Его автомобиль был отброшен в дерево и затем приземлился в поле. Никакие другие автомобили не были вовлечены в несчастный случай.